# Antonius Broickwy

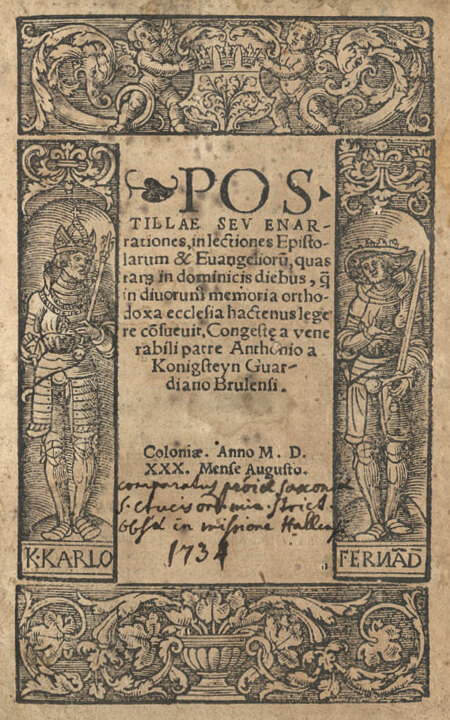
Titelblatt der Postillae seu Enarrationes 1530

Antonius Broickwy von Königstein, auch Antonius von Königstein, Antonius Broich (Brakwy) van Coninkste, (* um 1470 in Nijmegen; † 11. Dezember 1541 in Huisberden) war ein niederländischer Franziskaner.

## Leben
Der Kontroversprediger war 1529 Guardian in Brühl, 1532 in Koblenz, 1539 in seiner Vaterstadt Nijmegen. Er wirkte auch als Domprediger in Köln. Als Hauptwerk gilt seine Realkonkordanz Concordantiae breviores omnium ferme materiaru[m] ex sacris Bibliorum libris […] (erstmals Köln 1529).